# Tromsø
Tromsø (nordsamisk: Romsa, kvensk: Tromssa) er en by og kommune i Troms og Finnmark. Den er den største by i Nord-Norge, og den 12. største kommune i Norge. Siden omkring 1840 har byen haft tilnavnet "Nordens Paris". Som hovedsæde for Arktisk råd kan byen med en vis ret kaldes "hovedstaden i Arktis".
Tromsø kommune havde 77.095 indbyggere per 1. januar 2021, men med tilstrømningen af studenter bor der godt over 80.000 mennesker i kommunen store dele af året. De 6 byområder som indgår i Tromsø by havde 67.873 indbyggere pr 2019, heraf Tromsø byområde centralt på Tromsøya 40.471 indbyggere per 1. november 2019. Statistisk sentralbyrå (SSB) definerer bydelene Tromsdalen (17.377 indbyggere) og Kvaløysletta (9.001 indbyggere) som egne byområder gældende fra 1. januar 2013. De mindre, SSB-definerede byområder Kjosen, Skjelnan og Movika indgår også i byområdet.
Byens største arbejdspladser er Universitetet i Tromsø (UiT) og Universitetssykehuset Nord-Norge. Framsenteret blev oprettet 29. september 2010 og huser blandt andet Norsk Polarinstitutt, som har har sit hovedsæde i Tromsø. Nordlysobservatoriet blev oprettet i 1928, og to virksomheder tilknyttet Kongsberg Gruppen henter satellitdata fra verdensrummet på bestilling fra ind- og udland. Fiskeindustrien har stor betydning. Norges Råfisklag og Norges sjømatråd har sine hovedkvarter i Tromsø. Også SpareBank 1 Nord-Norge har sit sæde i byen. Tromsø er sæde for Troms Fylkeskommune, Fylkesmannen i Troms, Hålogaland lagmannsrett, Skatt nord, Nord-Hålogaland bispedømme og flere mindre institutioner, og omkring 50% af arbejdspladserne er i den offentlige sektor.
Tromsø kommune fik sin nuværende udstrækning 1. januar 1964, da bykommunen blev slået sammen med nabokommunerne Tromsøysund, Hillesøy og Ullsfjord. Tromsøregionen består af kommunerne Tromsø og Karlsøy, og er siden 2003 en af 16 byregioner i Norge. Tromsøregionen har 75.150 indbyggere per 1. januar 2015. Siden 2010 indgår kommunerne Tromsø, Karlsøy og Balsfjord i Tromsø-områdets regionråd.

## Geografi
Tromsø har søgrænse til Lenvik i sydvest og grænser på land til kommunerne Balsfjord i syd, Storfjord i sydøst, Lyngen i øst og Karlsøy i nordøst.
Tromsø kommune er Norges tredjestørste efter areal (2.557 km²).

### Byområdet
Byens centrum ligger på sydøstsiden af Tromsøya, en grøn og lav ø på 21 km². Højeste punkt på Tromsøya er Varden, 159 moh., nord på øen. Midt på øen ligger søen Prestvannet, som blev opdæmmet i 1867. Bebyggelsen dækker store dele af øen, men der er skovområder langs højdedraget som strækker sig i retning nord–syd.
Mod vest er Kvaløya forbundet med Tromsøya med den 1.220 meter lange Sandnessundbroen. På Kvaløya ligger bydelene Kvaløysletta, som ligger umiddelbart over broen, Storelva, Kaldfjord og Håkøybotn. Øst for Tromsøya ligger fastlandet, som er forbundet med Tromsøya med den 1016 meter lange Tromsøbroen og den 3.500 meter lange Tromsøysundtunnelen. Bydelene på fastlandet hedder Tromsdalen, Tomasjord og Kroken.

### Øerne udenfor
Kvaløya (= Hvaløen), Norges femte største ø, ligger i sin helhed indenfor kommunegrænsen. Nogle af øens bjerge når over 1.000 meters højde.
Ud over Kvaløya ligger dele af Ringvassøya, Norges sjette største ø, i Tromsø. Også dele af Rebbenesøya tilhører Tromsø. Ellers har Tromsø et stort antal mindre øer, og blandt dem har Sommarøya, Hillesøya, Vengsøya og Håkøya en væsentlig bebyggelse. Mod nordvest i kommunen ligger en forreven skærgård med meget spredt bebyggelse, eksempelvis har Sandøya tre indnbyggere og Musvær fem. Øen Tussøya i sydvest har også en håndfuld indbyggere.
På Sommarøya og Hillesøya længst sydvest i kommunen ligger byen Sommarøy, et fiskeleje med ca. 300 indbyggere. Sommerøy vil i 2019 afskaffe tiden og blive verdens første tidløse zone.
På Kvaløya lige ved ligger landbrugsbygden Brensholmen med ca. 300 indbyggere. Herfra kan man om sommeren tage færge over til Botnhamna på Senja. Andre større bygder på Kvaløya er Ersfjordbotn, Tromvik og Kvaløyvågen, samt byerne Kaldfjord og Eidkjosen som er i færd med at blive «opslugt» af byens vækst ud over Kvaløya.
Udenfor de beboede øer ligger der flere hundrede ubeboede øer, holme og skær. Den yderste gruppe af holme hedder Auvær. Øen Gåsvær nordvest i kommunen har ingen fast bosættelse, men har et lille kapel som er i brug nogle gange om sommeren. Risøya var beboet indtil for få år siden.

### Klima
Klimaet er køligt, på grænsen mellem arktisk og tempereret oceanisk klima. Golfstrømmen har stor indflydelse og derfor fryser fjorden ikke til. Normalt varierer temperaturen mellem -5 og 15 gennem året, med et gennemsnit i januar på -4 og i juli på +12.
Der er polarnat mellem 21 nov. og 21 jan. og midnatssol mellem 21 maj og 21 juli. I disse perioder er udsvinget i temperaturen mellem dag og nat meget lille. Byen er kendt for at det sner meget. Dog er dette forskelligt fra år til år. Rekorden er 240 cm sne, som normalt falder i november og varer til maj. Den gennemsnitlige nedbørsmængde er på 1000 mm, hvoraf en fjerdedel plejer at komme i sommerperioden i form af regn, jævnt fordelt over månederne.

### Fastlandet indenfor
Halvøen som fastlandsbydelene i Tromsø ligger på har det samiske navnet Stuoranjarga. Syd for byområdet ligger Ramfjordnes og den korte fjord Ramfjorden, samt bygden Andersdal. Nord for byområdet ligger bygderne Tønsvik, Vågnes og Skittenelv. Det højeste fjeld på halvøen er Hamperokken (1.404 moh). Stuoranjarga afgrænses i øst af Ullsfjorden. Langs vestsiden af Ullsfjorden ligger bygderne Oldervik, Breivikeidet og Sjursnes. Øst for fjorden ligger Lyngenhalvøen med bygderne Lakselvbukt, Olderbakken og Jøvik. På grænsen mellem Tromsø og Lyngen kommune ligger Lyngsalpan og Troms fylkes højeste bjerg, Jiehkkevárri (1.833 moh.). Den nord-østlige del af Malangshalvøya, i området omkring Vikran, ligger i Tromsø kommune.

### Delområder
Tromsø kommune er inddelt i 20 statistiske delområder fordelt sådan (indbyggertal 2012):
- På Tromsøya:
  - Tromsø centrum (6784)
  - Sommerlyst (7283)
  - Nordre Tromsøya (7477)
  - Mortensnes (9046)
  - Søndre Tromsøya (5498)
- Centralt på fastlandet:
  - Kroken Kirke og Tromsø Døvekirke ligger centralt på fastlandet i TromsøKroken (3549)
  - Tomasjord (5356)
  - Tromsdalen (4905)
  - Reinelva-Hundbergan (2983)
- Sentralt på Kvaløya:
  - Kvaløybyen (8710)
- Øvrige på fastlandet:
  - Fastlandet nord (509)
  - Ramfjordområdet (1185)
  - Malangshalvøya (287)
  - Ullsfjord (791)
- Øvrige på øyene:
  - Kvaløya sydøst (817)
  - Malangskjeften (606)
  - Kattfjord (312)
  - Ersfjord-Røssholmdjupta (435)
  - Kvaløya nordvest (605)
  - Øyene nord (658)
- Bosted ikke opgivet (173)

## Historie
Arkæologiske fund viser bosættelser 9.000 år tilbage i tiden. I Tønsvika lige ved Tromsøya er der blevet fundet omfattende spor efter bosættelser fra ældre stenalder. I nogle af fjordområderne omkring byen har der eksisteret samiske bopladser.
Høvdingen Ottar fra Hålogaland, som levede i slutningen af 800-tallet, er antaget at have boet syd for dagens Tromsø kommune. Han omtalte sig selv som boende "længst nord af alle nordmænd".
I det islandske saga Rimbegla fra 1100-tallet hedder det sig at Malangen skilte norrøn fra samisk bosættelser, men der har også været nogle spredte norrøn bosættelser nord for dette - blandt andet finder man både samiske og norrøne spor fra jernalderen på søndre Kvaløya.

### Kirkested og norsk udpost
I 1252 byggede Håkon Håkonsson kirke på Tromsøya, da verdens nordligste kirke, Ecclesia Sanctae Mariae de Trums juxta paganos (Sankta Maria nær hedningene), for at markere at dette var norsk land. 'Hedningene' som her var omtalt, var dog samerne. Denne kirke findes ikke længere, men den har muligvis været en enkel stavkirke. En madonnafigur som nu står i Elverhøy Kirke, har muligvis prydet denne første kirke. Kirken var også en af landets 14 kongelige kapeller, som var kongens ejendoms, og ikke kirkens.
Fra omkring samme tid stammer Skansen i Tromsø, en middelalderborg af tørv og sten til beskyttelse mod karelernes og russernes hærgen.
Tromsø var udover i middelalderen og i nyere tid et kirkeligt centrum. På grund af kirken har folk kommet roende fra et stort område for at deltage i gudstjeneste, hvilket som regel også betød handel. For at kunne overnatte, havde folk etableret kirkestuer nedenfor kirken på Prostneset. I en svært tyndt befolket region blev Tromsø et lokalt mødested. Det var også på denne tid en norsk udpost i et område beboet stort set af ikke-nordmænd, men også et grænsefort mod et uafklaret territorium - helt op i 1300-tallet havde russerne skatteret langs kysten til Lyngstuva og indlandet til Skibotnelva eller Malangselva, mens Norge havde skatteret til og med Kolahalvøya. I løbet af de næste par århundreder blev Norges nordøstlige grænse forskudt langt ind mod Kolahalvøen, sådan at Tromsø mistede sin karakter som udkantsby.

### Bygrundlæggelse
I 1789 blev det bergenske handelsmonopol ophævet, og folk i Nord-Norge kunne handle med hvem de ville. Dette år blev også Tromsøs ældste hus, Tollbua på Skansen, bygget for at administrere skatter og afgifter fra den nye handel. Byerne Hammerfest og Vardø blev grundlagt samme år. Man ville også have en tredje by i Nord-Norge, men striden stod om, hvor den skulle ligge. Kandidater var Gibostad på Senja samt Gausvik og øen Kjøtta ved Harstad. Valget faldt til slut på Tromsø, og byen fik købstadsprivilegier undertegnet af Christian VII i 1794. På dette tidspunkt boede der ca. 80 mennesker i Tromsø.

### 1800-tallet
Byen gik trange tider i møde, fordi Norge blev viklet ind i Napoleonskrigene. I 1812 blev byen angrebet af engelske styrker, men i slaget ved Pølsehamna (nord for broen) satte den lille dansk-norske garnison sig så kraftig til modværge at englænderne ikke vovede at gå ind i selve byen. Angrebet skete den 2. august 1812, og datoen er fortsat en mærkedag i det danske søværn. Det værdifulde kornlager på Skansen blev reddet. I disse vanskelige år blev handelsforbindelsen med pomorerne i Nordvestrusland stadig vigtigere.
Den første skude gik til Ishavet i 1820, og fra 1850 var Tromsø Norges førende ishavsby, tidligere var det Hammerfest. Ishavsfangsten skulle få afgørende betydning for byens vækst. Fiskehandelen gjorde imidlertid at væksten i Tromsø tog fart fra 1820 og fremefter, og efterhånden strakte byens handelsforbindelser sig helt fra Arkhangelsk til Centraleuropa. Omkring 1860 gik byen imidlertid ind i en nedgangstid. I løbet af 1820'erne var hele området langs den indre havn fra Strandtorget i syd mod dagens brohoved i nord et sammenhængende byområde af brygger og boliger med store haver. Tromsøborgerne ønskede at udbygge landsteder på Tromsøya, og fra 1830 kunne man købe grunde på øen. Forhåpningen, Nøysomheten, Charlottenlund og Sommerlyst er navnet på sådanne gamle områder og landsteder. I perioden var Sjøgata hovedgade, mens dagens Storgate var en baggade med mere beskeden bebyggelse. De gamle kirkestuer blev flyttet syd for Strandskillet, det vil sige ud af byen, og området blev efterhånden et fattigkvarter.

### Første halvdel af 1900-tallet
Byen blev bispesæde i 1803, og Tromsø Seminarium (senere lærerskole, og Høgskolen i Tromsø) blev flyttet hertil fra Trondenes i 1848. Tromsø Museum kom til i 1872. Besøgende i 1800-tallet blev ofte svært overrasket over dannelse, sprogkundskaber og kultur i Tromsø, og en gæstende tysker kaldte byen "Nordens Paris]", mens Bjørnstjerne Bjørnson rapporterede til sin Karoline at "her er kun champagne og spektakel".
Ishavsfangsten, som foregik i et område fra Karahavet øst for Novaja Zemlja til Davisstredet vest for Grønland gjorde at Tromsøs beboere havde god forståelse for og lang erfaring med ekstreme forhold. Dermed var mandskab fra Tromsø og bygderne omkring byen værdifulde for polarekspeditioner til Arktis. Roald Amundsen, Umberto Nobile og Fridtjof Nansen var hyppige gæster i Tromsø. Verdens søgelys blev specielt rettet mod byen i årene 1926 og 1928 i forbindelse med Nobiles og Amundsens ekspeditioner til Nordpolen.

### Anden verdenskrig
I 1940 var Tromsø det frie Norges hovedstad i tre uger mens Oslo og Syd-Norge var okkuperet. Kong Haakon og regeringen forlod imidlertid Tromsø med krydseren Devonshire 7. juni 1940. Slagskibet Tirpitz blev sænket ved Håkøya udenfor Tromsø 12. november 1944. Ellers undgik byen helt dramatiske krigshandlinger. Under tvangsevakueringen af Nordtroms og Finnmark blev det der registreret 7.381 evakuerede d. 14. november 1944. Samtidig var ankommet det omkring 6000 tyske soldater fra Finland, i tillæg til 8000 soldater tilhørende garnisonen i Tromsø.

### Efterkrigstiden
I tiden efter anden verdenskrig blev Tromsø en nedslidt by. Siden byen var intakt, blev materialer og penge sat ind andre steder i landsdelen. Fra 1960'erne skulle væksten imidlertid skyde voldsom fart. I 1964 blev bykommunen Tromsø slået sammen med nabokommunerne Tromsøysund, Hillesøy og Ullsfjord, og fik da sin nuværende udstrækning. På dette tidspunkt havde kommunen ca. 32.000 indbyggere. Siden 1964 har byens befolkning blevet mere end fordoblet til dagens indbyggertal på næsten 66.000.
Tromsø Lufthavn blev åbnet i 1964. Byens universitet blev vedtaget oprettet i 1968 og åbnet i 1972. Polarmiljøsenteret blev åbnet i 1998. I november 2005 åbnet nybygget til Hålogaland Teater.

## Politik
Tromsø bystyre vedtog 19. oktober 2011 at indføre parlamentarisme som forvaltning for kommunen. Tromsøs første byråd er et flertalsbyråd udgået af Høyre, Fremskrittspartiet og Venstre, med i alt seks byrådsmedlemmer. Bystyret har 43 medlemmer.
Kommunestyrevalg 2011:
| Parti                          | Procent                        | Procent                        | Stemmer                        | Stemmer                          | Sæder i bystyret                 | Sæder i bystyret                 | Medlemmer af byrådet |
| ------------------------------ | ------------------------------ | ------------------------------ | ------------------------------ | -------------------------------- | -------------------------------- | -------------------------------- | --- |
| Parti                          | %                              | ±                              | totalt                         | ±                                | totalt                           | ±                                | Medlemmer af byrådet |
| Høyre                          | 36,0                           | +24,4                          | 12171                          | 8910                             | 16                               | +11                              | Øyvind Hilmarsen Anna Amdal Fyhn Line Fusdahl (til jan 2014) Anne Berit Figenschau (jan 2014 – feb 2015) Vanja Terentieff (fra feb 2015) |
| Arbeiderpartiet                | 26,4                           | -13,1                          | 8910                           | -2120                            | 11                               | -6                               | |
| Fremskrittspartiet             | 13,0                           | -7,9                           | 4381                           | -1465                            | 6                                | -3                               | Kristoffer Kanestrøm Britt Hege Alvarstein                                                                                               |
| Rødt                           | 7,2                            | -0,8                           | 2417                           | 200                              | 3                                | -1                               | |
| Sosialistisk Venstreparti      | 5,7                            | -1,6                           | 1929                           | -117                             | 2                                | -1                               | |
| Venstre                        | 3,8                            | -0,4                           | 1291                           | 119                              | 2                                | 0                                | Jonas Stein |
| Kristelig Folkeparti           | 3,1                            | -0,6                           | 1042                           | 3                                | 1                                | -1                               | |
| Senterpartiet                  | 2,4                            | -0,7                           | 814                            | -61                              | 1                                | 0                                | |
| Miljøpartiet De Grønne         | 1,8                            | 1,1                            | 595                            | 399                              | 1                                | +1                               | |
| Valgdeltagelse/Total           | 64,8%                          | 64,8%                          | 33762                          | 33762                            | 43                               | 43                               | 6 |
| Ordfører: Jens Johan Hjort (H) | Ordfører: Jens Johan Hjort (H) | Ordfører: Jens Johan Hjort (H) | Ordfører: Jens Johan Hjort (H) | Varaordfører: Anni Skogman (FrP) | Varaordfører: Anni Skogman (FrP) | Varaordfører: Anni Skogman (FrP) | Varaordfører: Anni Skogman (FrP) |

## Infrastruktur og transport

### Veje
Tromsø er endepunkt for Europavej 8, som går fra Åbo via Kilpisjärvi, Skibotn og Nordkjosbotn. Mellem Skibotn og Nordkjosbotn deler E8 trasé med Europavej 6. Fylkesvei 858 går fra Kvaløysletta vest for Tromsø centrum med tunnel Larseng-Vikran til Storsteinnes i Balsfjorden. Ved Tømmerelva øst for Storsteinnes krydser denne E6. Fylkesvei 91 går fra Fagernes, 20 kilometer syd for Tromsø, til Breivikeidet. Herfra går det færge over Ullsfjorden til Svensby i Lyngen kommune. Fra Lyngsiden går der færge over Lyngen til Olderdalen i Kåfjord kommune, hvor den møder Europavej 6. Fylkesvei 863 går fra Kvaløysletta via Kvalsundtunnellen til Hansnes i Karlsøy kommune.

### Jernbane
Nord-Norgebanen er ikke udbygget til Tromsø. I 1872 blev den første jernbanekomite oprettet. Tromsø jernbanestation (3,48 moh.) er et udendørs område med jernbanetema, men har ingen tilknytning til jernbanen forøvrigt.

### Fly
Tromsø Lufthavn ligger på Langnes, ca. 4 km fra centrum. Lufthavnen er Norges femtestørste, med over 1,8 millioner passagerer om året (2011). Fra Langnes er det tolv daglige afgange til Oslo-Gardermoen. Tromsø er et vigtigt knudepunkt for flytrafikken i nord. Fra Tromsø er der daglige afgange til Bodø, Trondheim, Bergen, Harstad/Narvik-Evenes, Alta, Hammerfest, Vadsø, Kirkenes, Moss-Rygge, Murmansk, Arkhangelsk og Longyearbyen. Derudover går der fly til en lang række mindre byområder og byer: Andenes, Stokmarknes, Sørkjosen, Hasvik, Lakselv, Honningsvåg, Mehamn, Berlevåg, Båtsfjord og Vardø.
SAS, Widerøe, Norwegian, airBaltic, West Air Sweden og Nordavia har ruteflyvinger til og fra Tromsø.

### Båd og bus
Hurtigruten har daglige anløb af Tromsø, hvis grundlægger, Richard With, var fra Tromsø. Nord-Norgebussen går både sydpå til Narvik og østpå til Alta. Hurtigbåde sørger for hurtig forbindelse ad søvejen både mod nord og syd. I alt tre hurtigbådruter går fra Tromsø: en sydpå til Harstad med anløb på Finnsnes, en anden sydpå til Lysnes på Senja med anløb på Vikran og Tennskjer, og en nordpå til Skjervøy. Fra Breivikeidet går det bilfærge til Svensby i Lyngen kommune. I sommerhalvåret går der desuden bilfærge fra Brensholmen på Kvaløya til Botnhamn i Lenvik på Senja. Inde i kommunen går det færge fra Bellvika på Kvaløya til Vengsøya. Tromsøs del af Rebbenesøya nåes via færgeforbindelsen Mikkelvik-Bromnes i Karlsøy kommune.
Tromsøs busser drives af Nobina Norge, som har koncession for den kollektive trafik i kommunerne Tromsø, Karlsøy og delvis Balsfjord.

## Medier
Tromsø er en af de få norske byer med to konkurrerende aviser; Nordlys udkommer i omtrent 28.000 eksemplarer, og Bladet Tromsø i 10.000 eksemplarer i kommunen. I selve Tromsø er forskellen mindre udtalt med hhv. ca. 15.000 og 9.000 eksemplarer. Derudover udkommer månedsavisen Ruijan Kaiku med et oplag på ca 600. Denne avis har også hovedsæde i Tromsø, ligesom kulturavisen Grus, studenteravisen Utropia, samt universitetsavisen Tromsøflaket og gadeavisen Virkelig Tromsø.
Byen har også en lokal radiostation kaldet Radio Tromsø.

## Erhverv
De to største virksomheder (målt i omsætning) som har hovedkontor i Tromsø er SpareBank 1 Nord-Norge og Norges Råfisklag. Derudover er selskaberne i energikoncernen Troms Kraft betydningsfuld. Industri er af lille betydning for Tromsø, da kun ca. 4% af arbejdstagerne er ansat i industrivirksomhed. Rumvirksomhed har fået stor industriel betydning, bl.a. med to virksomheder tilknyttet Kongsberg Gruppen som henter satellitdata fra verdensrummet og udvikler teknologiske løsninger for kunder i ind- og udland. Macks Ølbryggeri er muligvis byens mest kendte mærkevare, men det findes også dataindustri, produktion af olieflydespærringer og produktion af det rejeskalsbaserede stof kitosan som bruges i kosmetik. Fiskeindustrien har også stor betydning, og en række forskellige fiskerivirksomheder i bl.a. Kaldfjord, på Sommarøy, i Tromvik og i Kvaløyvågen eksporterer torsk, rejer og sild for betydelige beløb.
En stor andel af den norske fiskerieksport sælges fra Tromsø, og i tillæg til private eksportforetagender har Norges sjømatråd (tidligere Eksportutvalget for fisk) sit hovedkvarter i Tromsø.
Offentlige arbejdspladser udgør 50 % af arbejdspladserne i byen. Byens største arbejdsgiver er Universitetssykehuset Nord-Norge, UNN, med ca. 5.000 ansatte. Videre findes Universitetet i Tromsø med 1.800 ansatte, Høgskolen i Tromsø (som fra 1. januar 2009 blev slået sammen med Universitetet i Tromsø), Norsk Polarinstitutt, Troms Fylkeskommune, Fylkesmannen i Troms og flere mindre institutioner.

## Uddannelse
Den betragtes som Troms hovedstad og har cirka 65.000 indbyggere. Cirka en sjettedel er studenter. På Universitetet i Tromsø læser cirka 9.500 studenter. Samisk sprog, nordlysforskning, polarforskning, telemedicin, fiskeriforskning, musik og ingeniørfag er særligt populære i byen. Fra 2009 blev Høgskolen i Tromsø slået sammen med universitet og fra 2013 også Høgskolen i Finnmark.
Kunstakademiet i Tromsø er verdens nordligste kunstakademi. Utdanningshuset uddanner kontormedarbejdere og regnskabsmedarbejdere. Andre uddannelsesinstitutioner indbefatter Imente Fagskole, Exto der uddanner inden for teknologi, ingeniørfag og arkitektur, Tromsø Maritime Skole, tilbyder skibsofficersuddannelse, flere kristelige uddannelser og adskillige højskoler (Tromsø Høgskole, Kongsbakken, Tromsdalen, Breivika, Kvaløya og Breivang). Derudover findes flere videregående skoler.

## Kultur
Tromsø er særligt kendt for midnatssolen, polarlyset og Ishavskatedralen (fra 1965). Mere lokalt er den kendt for studenterlivet og at have verdens nordligst beliggende universitet, Universitetet i Tromsø, det nye bibliotek og oplevelsescentret Polaria. Desuden findes Tromsø Museum, der også driver Polarmuseet og Tromsø arktisk-alpine botaniske have.
Nordnorsk Kunstmuseum blev etableret i 1985.
I senere tider har popkulturen også haft stor vækst her, med blandt andet Lene Marlin. Siden 2004 er musikfestivalen Buktafestivalen blevet en årligt tilbagevendende begivenhed, der foregår i Telegrafbugten i Tromsø i juli måned.
Tromsø IL er et hold i den norske Tippeligaen (fodbold). Tromsø Alpinsenter er et skianlæg i bydelen Kroken for Alpine discipliner, der er også gode forhold for langrend i skisæsonen.

### Tusenårssted
Skansen er kommunens tusenårssted. Skansen er et fæstningsværk og anses at være det mest værdifulde kulturhistoriske anlæg i kommunen. Fæstningsvolden er det eneste synlige spor fra middelalder i byen. Fæstningsværket har oprindelig haft voldgrav og det antages at dem blev bygget i midten af 1200-tallet af Håkon Håkonsson.
Bygningerne på Skansen er de ældste bygninger i Tromsø. De har tidligere været brugt som toldbod, bolig, skoler, epidemilazaret, alderdomshjem og bymuseum.

### Venskabsbyer
Tromsø har 11 venskabsbyer:
- Finland Kemi (Finland, etableret 1940)
- Sverige Luleå (Sverige, 1950)
- USA Anchorage (Alaska, USA, 1969)
- Kroatien Zagreb (Kroatien, 1971)
- Rusland Murmansk (Rusland, 1972)
- Guatemala Quetzaltenango (Guatemala, 1999)
- Palæstina Gaza (Palæstina, 2001)
- Rusland Arkhangelsk (Rusland, 2011)

### Sprog
Sprogformen er neutral. Altså forekommer både bokmål og nynorsk, med en tendens til den første. Andre minoriteter taler samisk og svensk.
Dialekten er ikke ensartet, og optræder som næsten ren bokmål i de højere kredse. Generelt er den kendt for kraftigt rulle 'r' med en tendens til kradselyd, palatisering (indføring af 'j' lyd mellem vokal og 'n'), stumme 'd', 't' og 'g' lyde i slutningen af ordene, slutning i flertal med 'a' i steden for 'e', at de snapper af. I verberne '-er' partikelen og udeladelse af vokal mellem konsonant og følgende 'n'.
I ordforrådet anvendes normalt 'ikkje', kje', 'itje' istedenfor ikke, 'eg' og 'æ' for 'jeg', 'dokker' istedenfor 'dere' ('jer' på norsk). Som regel taler de roligere i Tromsø end i Oslo (rytmen er mere jævn).